# USS Savannah (CL-42)
USS Savannah (CL-42) byl lehký křižník námořnictva Spojených států amerických z éry druhé světové války. Byl třetí jednotkou třídy Brooklyn. Americké námořnictvo jej provozovalo v letech 1938–1947. Operoval především v Severní Africe a Středomoří. V roce 1943 byl při podpoře vylodění u Salerna těžce poškozen německou řiditelnou protilodní pumou Fritz X. Roku 1959 byl vyškrtnut a sešrotován.

## Stavba

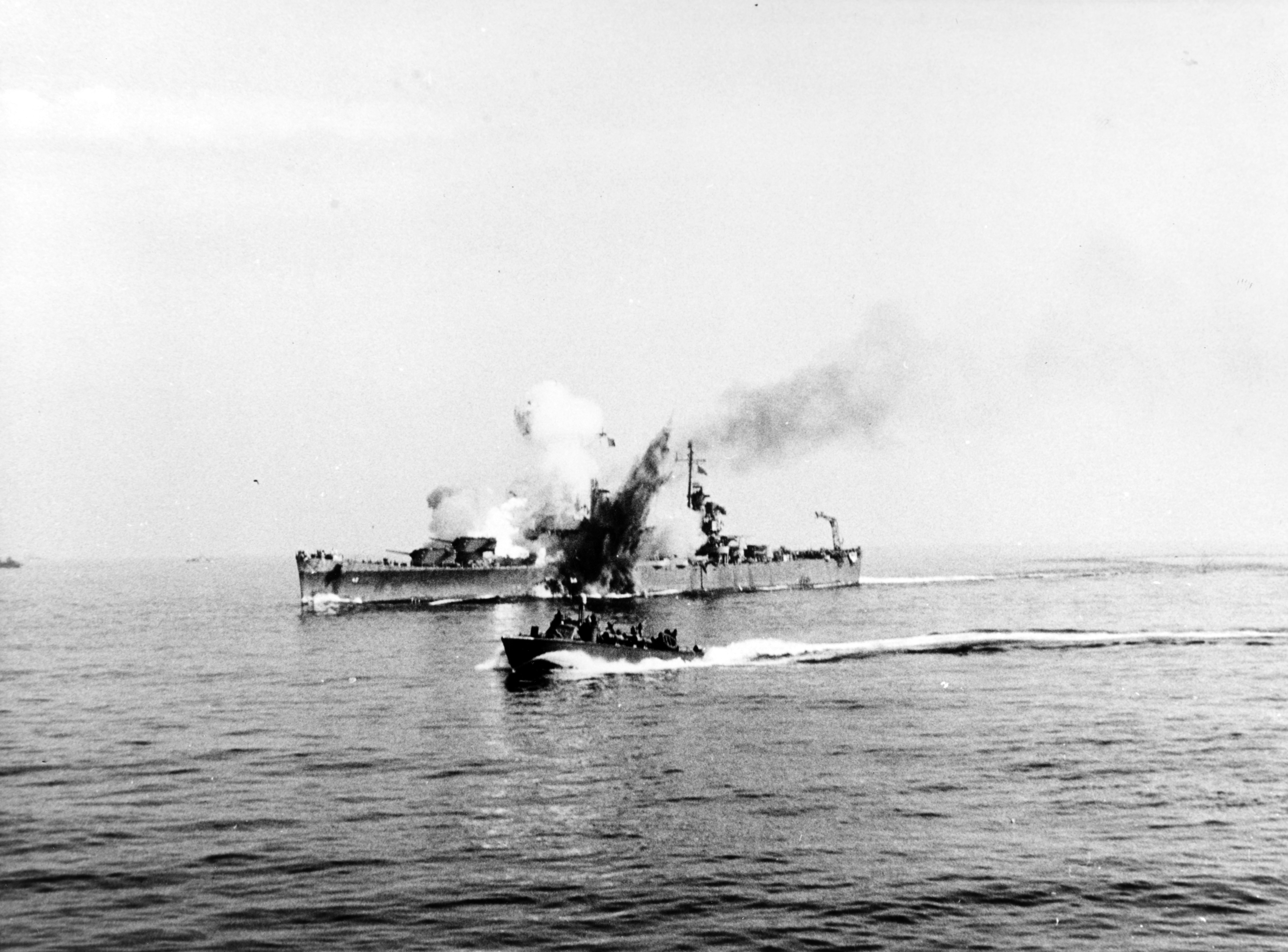
Lehký křižník Savannah zasažený u Salerna německou klouzavou pumou Fritz X

Kýl křižníku byl založen 31. května 1934 v loděnici New York Shipbuilding Corporation. Na vodu byl spuštěn 8. května 1937. Pokřtila jej Jayne M. Bowden, dcera senátora Richarda B. Russella Jr. Do služby byl přijat 10. března 1938 v loděnici Philadelphia Naval Shipyard.

## Konstrukce
Hlavní výzbroj představovalo patnáct 152mm kanónů ve třídělových věžích, z nichž tři byly na přídi a dvě na zádi. Doplňovalo je osm 127mm kanónů a osm 12,7mm kulometů. Křižník byl vybaven dvěma katapulty a čtyřmi průzkumnými hydroplány SOC Seagull. Pohonný systém tvořilo osm kotlů Babcock & Wilcox a čtyři turbíny o výkonu 100 000 shp, pohánějící čtyři lodní šrouby. Nejvyšší rychlost dosahovala 32,5 uzlů. Dosah byl 10 000 námořních mil při rychlosti 15 uzlů.

### Modifikace
V průběhu války byl křižník vybaven radary a zároveň byla posilována jeho protiletadlová výzbroj.

## Služba

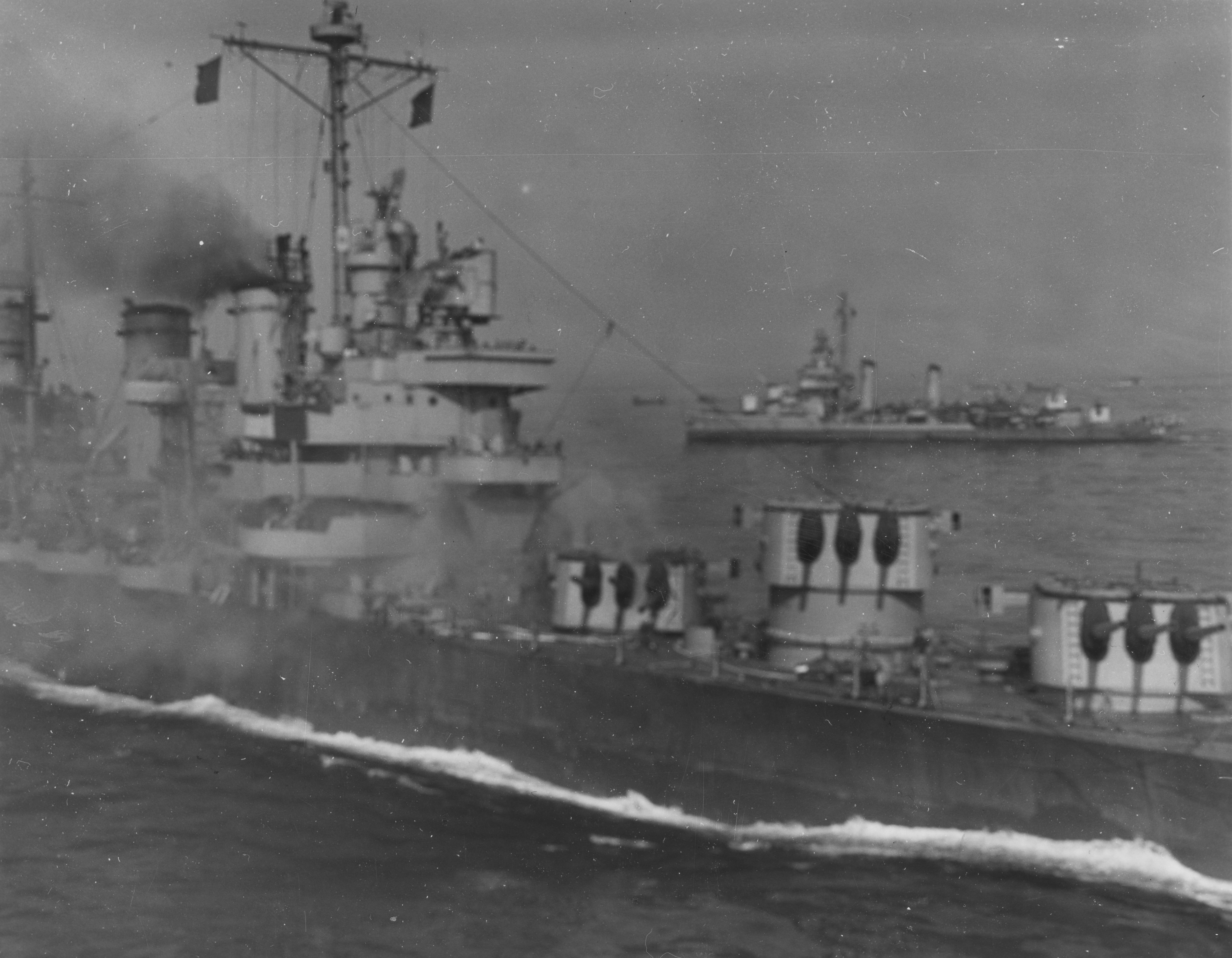
Požár na křižníku Savannah krátce po zásahu německou protilodní řízenou pumou Fritz X

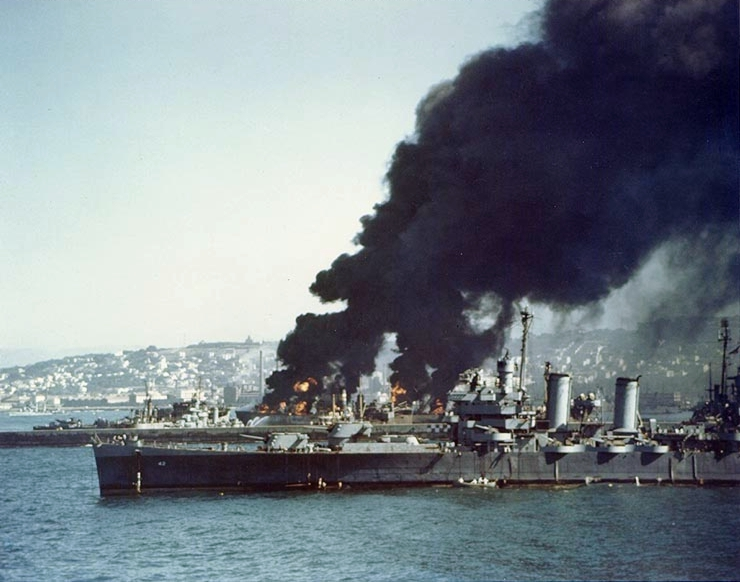
Savannah v roce 1943 v Alžíru. V pozadí hoří nákladní lodě třídy Liberty.

Od 8. do 11. listopadu 1942 se křižník Savannah zapojil do vylodění v Severní Africe. Společně s bitevní lodí USS Texas (BB-35) a několika torpédoborci byl součástí svazu podporujícího vylodění poblíž marockého města Mehdya, nedaleko Rabatu. Dne 30. listopadu 1942 se křižník vrátil do Norfolku.
Dne 25. prosince 1942 křižník se křižník vydal do Recife, aby se u Brazílie zapojil do pátrání po německých lamačích blokády. Spolupracoval s eskortní letadlovou lodí USS Santee (CVE-29) a dalšími plavidly. Dne 11. března 1943 křižník Savannah a torpédoborec USS Eberle (DD-430) zastavily německý lamač blokády Karin, který následně potopila vlastní posádka. Jednalo se o původně nizozemské plavidlo Kota Tjandi, zajaté německým pomocným křižníkem Komet. Dne 28. března 1943 se Savannah vrátil do New Yorku.
Dne 10. května 1943 křižník vyplul z Norfolku, aby se ve Středomoří připravil k silám shromážděným k provedení invaze na Sicílii. Do podpůrných operací byl zapojen v červenci a srpnu 1943. Následně v září 1943 podporoval rovněž spojenecké vylodění u Salerna. Přitom jej 11. září 1943 těžce poškodila německá protilodní řízená puma Fritz X, vypuštěnou z bombardéru Dornier Do 217E-5. Puma dopadla přímo na třetí dělovou věž a jejím stropem pronikla hluboko do trupu plavidla, kde vybuchla. Do křižníku pronikala voda, potýkal se s požáry a ztrátou elektrické energie, ale ještě téhož dne se s pomocí dalších plavidel dokázal vrátit na Maltu. Celkem zahynulo 197 členů posádky a patnáct bylo zraněno. Provizorní opravy na Maltě probíhaly do 5. prosince 1943. Poté křižník odplul do USA, kde byl v loděnici Philadelphia Naval Shipyard opravován od 23. prosince 1943 do 4. září 1944.
V lednu 1945 byl křižník Savannah součástí sil doprovázejících amerického prezidenta Roosevelta do Středomoří, na jeho cestě na Jaltskou konferenci. Od března 1945 křižník sloužil zejména k výcviku. V listopadu a prosinci 1945 křižník podnikl dvě plavby do Evropy, aby se zapojil do návratu amerických vojáků v rámci operace Magic Carpet. Poté odplul do loděnice Philadelphia Naval Shipyard, kde byl 22. dubna 1946 převeden do rezervy a 3. února 1947 vyřazen ze služby. V roce 1959 byl křižník vyškrtnut a v lednu 1960 byl prodán do šrotu společnosti Bethlehem Steel Co.